# 박정현 (1964년 6월)
박정현(朴政賢, 1964년 6월 19일~)은 대한민국의 정치인이다. 제38·39대 충청남도 부여군수(민선 7·8기)이다.

## 학력
- 1976 외산국민학교 졸업
- 1979 외산중학교 졸업
- 1982 부여고등학교 졸업
- 1990 동국대학교 정치외교학과 학사

## 경력
- 1995.05~: 동국대학교 민주동문회 부회장
- 2009: 더좋은민주주의연구소 이사
- 2010.06: 4대강 사업 전면 재검토를 위한 특별위원회 공동위원장
- 2011.03~: 부여고등학교 총동창회 부회장
- 2013.02~2014.03: 충청남도 정무부지사
- 2016.08~2018.08: 더불어민주당 충청남도당 대변인
- 2018.07~: 제38·39대 민선 7·8기 충청남도 부여군수(재선, 더불어민주당)
- 2022.10~: 더불어민주당 충청남도당 수석부위원장

## 역대 선거 결과
|  | 20.38% |

|  | 31.66% |

|  | 53.88% |

|  | 62.02% |

## 같이 보기
- 부여군수
- 충청남도 부지사